# Matiene

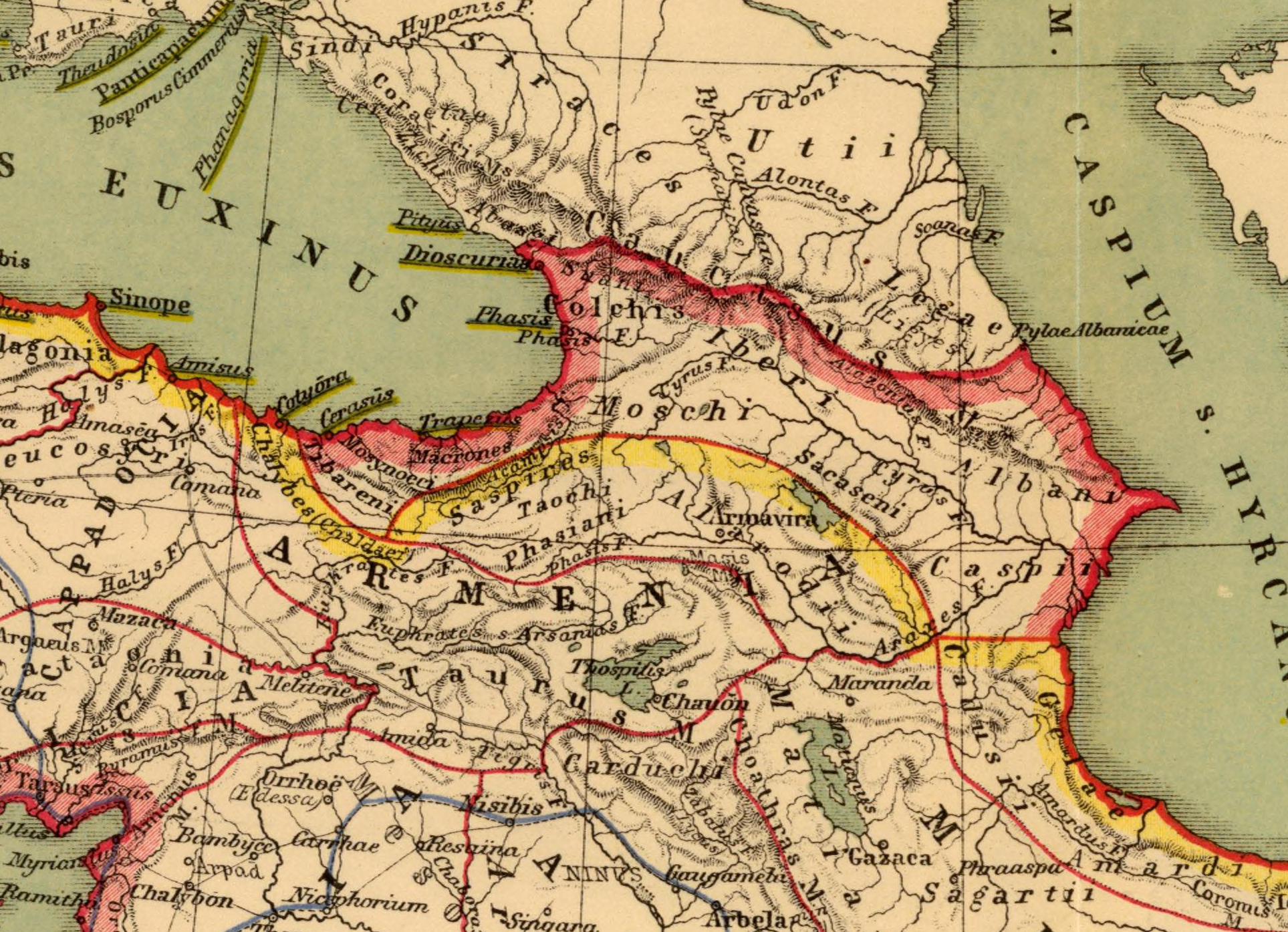
Ubicazione di Matiene, ad ovest del lago di Urmia

Matiene è un antico regno situato nell'Iran nordoccidentale che invase il regno di Mannea. I mannei, che non erano indoeuropei, probabilmente parlavano o una lingua hurro-urartiana simile ai Nairi o una lingua lingua caucasica nordorientale come quella degli albanesi al nord.

## Etimologia
Il nome Matiene deriva dal lago Matiano, ovvero il lago di Urmia, o dal popolo dei matiani o matieni che viveva nei suoi dintorni. Quando i mannei vennero invasi dai matiani (gli iraniani considerano invece in modo vario che gli invasori fossero sciti, saci, cimmeri o sarmati), il nome del regno mutò da Mannea a Matiene o Matiane.

## Storia
Il regno di Matiene, insieme al resto di quello di Mannea, venne infine conquistato dai medi nel 616 a.C., formando una satrapia dell'impero medo fino alla conquista persiana.  La regione, talvolta riferita come Media Minore durante il periodo persiano, aveva per capitale Gazaca (che significa luogo del tesoro), situata a sud del lago Matiano.  

## Geografia e popolazione

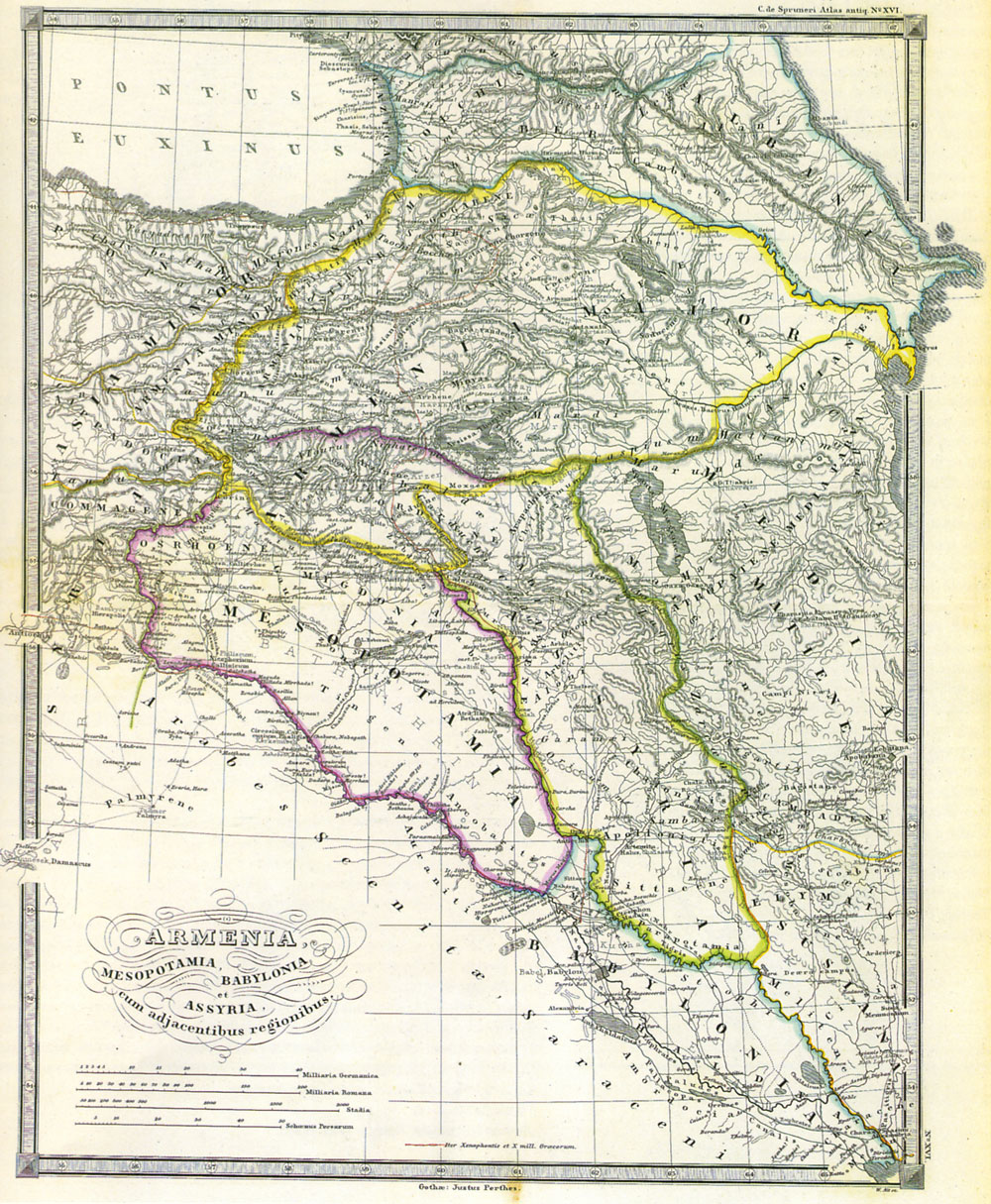
Armenia, Mesopotamia, Babilonia e Assiria con le regioni adiacenti (1865)

C'erano almeno due aree etniche nella regione di Matiene, quella più grande a ovest (l'attuale Azerbaigian occidentale e orientale) intorno al lago Matiano, abitata dai matiani; mentre quella a est, una striscia di territorio montano lungo la rive del Mar Caspio (adesso regione di Ardabil), era la patria dei cadusi. La regione di Mannea o Matiene confinava a nord-est con l'Albania (Arran), a nordovest con Armenia, a sudovest con l'Assiria, a est con la Media vera e propria (Iran centroccidentale, con centro a Ecbatana) e a sud con la Susiana (Elam).
Secondo Erodoto, sia i persiani che i cimmeri si pensava originassero dai matiani: i persiani muovendo a sud verso Persis (Fars) e i cimmeri a ovest nell'Anatolia lungo le rive meridionali del Mar Nero.

## Campagna di Alessandro
Dopo la conquista macedone dell'impero persiano achemenide, Matiene formò una satrapia dell'impero di Alessandro e alla sua morte, ottenne l'indipendenza sotto il re Atropate; da allora venne ad essere conosciuta come Media Atropatene o semplicemente Atropatene dal nome del sovrano.